# قائمة حلقات أنغري بيردز
هذه قائمة حلقات لسلسلة الرسوم المتحركة أنغري بيردز.

## الحلقات
| رقم الحلقة | عنوان الحلقة                    |
| --- | ------------------------------- |
| 01 | «وقت تشاك» (Chuck Time)         |
| عندما ضرب تشاك الطائر أحمر ريد عليه حمايته قبل سقوطه في الأرض. |                                 |
| 02 | «أين تاجي؟» (Where's My Crown?) |
| يبدو أن الملك فقد تاجه يجب أن يكتشف من أخذ تاجه. |                                 |
| 32 | «السن الملكي» (Tooth Royal)     |
| يصاب الملك بألم في سنه ، فيحاول العاملين الصغار بكل ما يملكونه من قوة تخليصه من هذه السن المؤلمة.                                                                                     |                                 |
| 36 | «الطقس البارد» (Fired Up)       |
| يبدو أن الطقس بارد اليوم ويريد تشاك أن يبقي البيض دافئاً، ولكن ماتيلدا وريد يقومان بالمهمة، فيشعر تشاك بالإحباط ويقرر أن يقوم بتدفئة الطقس! ولكن هذه الفكرة تؤدي إلى نتائج غير متوقعة! |                                 |

### وصلات داخلية
- أنغري بيردز

### وصلات خارجية
- الموقع الرسمي نسخة محفوظة 30 مارس 2013 على موقع واي باك مشين.
- الموقع الرسمي على تلفزيون ج

قالب:قناة تلفزيون ج